# Fendler Straße
De Fendler Straße (L313) is een 4,06 kilometer lange Landesstraße (lokale weg) in het district Landeck in de Oostenrijkse deelstaat Tirol. De weg is een zijweg van de Kaunertalstraße (L18) en begint net ten oosten van Prutz (864 m.ü.A.). Van daar loopt de weg met vele bochten en door een tweetal tunnels omhoog naar Fendels (1352 m.ü.A.). Het beheer van de straat valt onder de Straßenmeisterei Ried im Oberinntal. De weg is in beide richtingen verboden toegang voor autobussen langer dan twaalf meter.